# Rio dos Caixões
 (janvier 2025).
Le rio dos Caixões (la « rivière des cercueils ») est un cours d'eau de l'État brésilien du Rio Grande do Sul.
Il est un affluent de la rivière Jacuizinho.